# Église Saint-Nicolas de Bačinci
Pour les articles homonymes, voir Église Saint-Nicolas.
L'église Saint-Nicolas de Bačinci (en serbe cyrillique : Црква Светог Николе у Бачинцима ; en serbe latin : Crkva Svetog Nikole u Bačincima) est une église orthodoxe serbe située à Bačinci, dans la province de Voïvodine, dans le district de Syrmie et dans la municipalité de Šid en Serbie. Elle est inscrite sur la liste des monuments culturels de grande importance de la république de Serbie (identifiant no SK 1346).

## Présentation
L'église a été construite en 1805 à l'emplacement d'une église plus ancienne détruite en 1760. Caractéristique de l'architecture baroque, elle est constituée d'une nef unique prolongée par une abside demi-circulaire ; la façade occidentale est dominée par un haut clocher. Le clocher est rythmé horizontalement par des corniches et toutes les façades sont dotées d'une corniche particulièrement profilée, qui court en-dessous du toit ; sur le plan vertical, des pilastres encadrent des ouvertures arrondies.
À l'intérieur, l'iconostase, richement ornée, a été réalisée par le sculpteur sur bois Marko Konstantinović en 1826 ; elle a été peinte en 1831 par Konstantin Pantelić, qui, dans son style, mêle les éléments baroques et classiques.

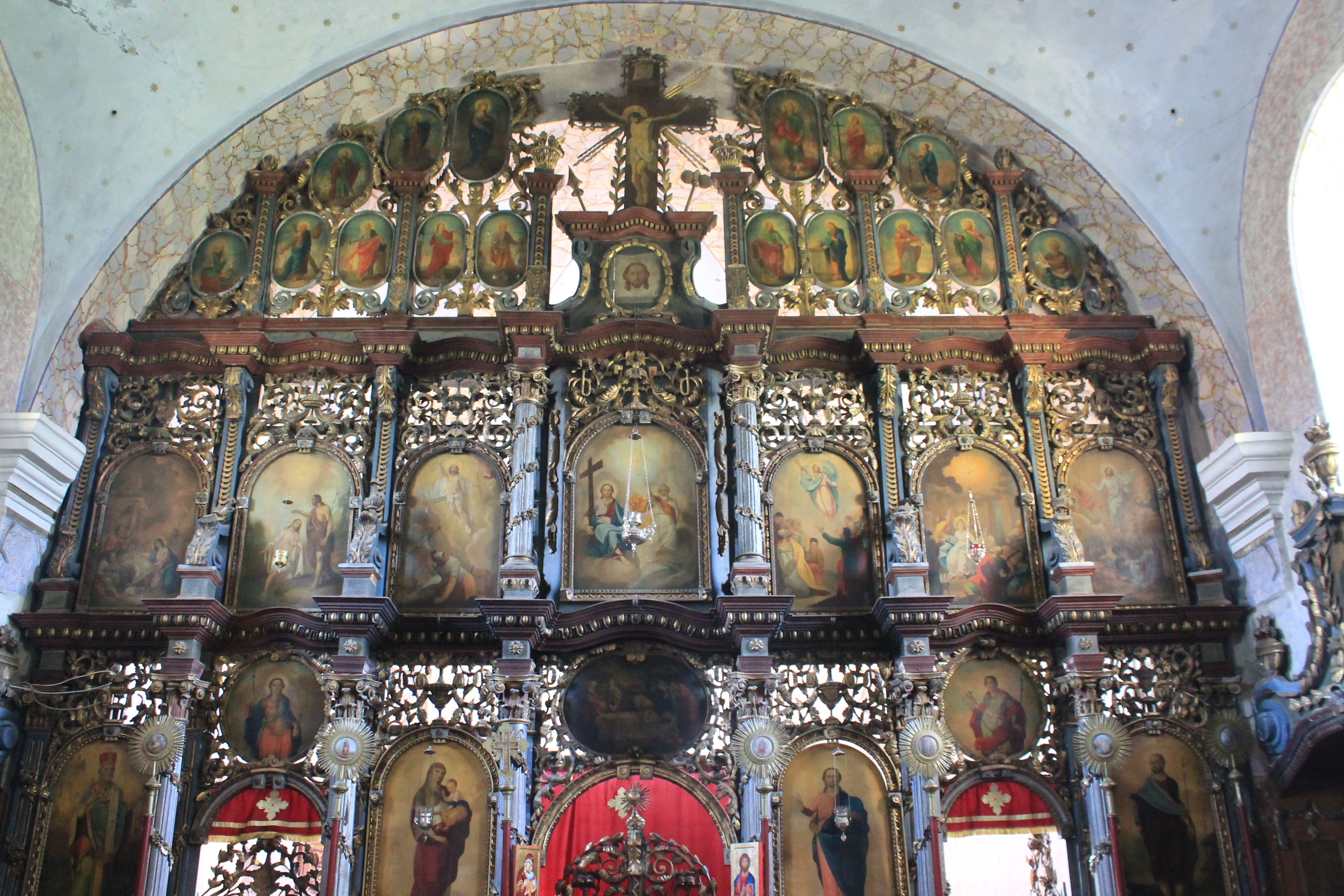
L'iconostase de l'église.

Des travaux de conservation et de restauration ont été effectués sur l'édifice en 2004.